# Lázári község
Lázári község (románul: Comuna Lazuri) község Szatmár megyében, Romániában. Központja Lázári, beosztott falvai Kispeleske, Kissár, Nagypeleske, Szárazberek, Sándorhomok.

## Népessége
A 2011-es népszámlálás adatai alapján a község népessége 5562 fő volt.